# Terremoto di Brescia del 25 dicembre 1222
Il terremoto di Brescia del 25 dicembre 1222 è stato il più forte terremoto avvenuto in tempi storici con epicentro in Lombardia, e secondo i cronisti Salimbene de Adam e Rolandino da Padova si verificò il 25 dicembre 1222 giorno di Natale. Ebbe una magnitudo stimata di 6,05 della scala Richter, facendo registrare oltre 10.000 vittime.

## Evento sismico
Il frate Salimbene de Adam riporta il terremoto nella sua Chronica con le seguenti parole:
Come riportato negli Annales Veronenses il terremoto si avvertì nell'area compresa tra Venezia, Bologna e Milano, la zona più colpita fu la parte meridionale della diocesi di Brescia e distrusse le fortezze di Lazise e Marano di Valpolicella.
Dai resoconti del tempo, si evince la presenza un sisma principale originatosi nella Bassa Bresciana – probabilmente rasa al suolo – congiuntamente a numerose scosse minori nelle province e regioni limitrofe e ad ulteriori sismi di durata inferiore dovuti al riallineamento delle faglie rimesse in tensione. Il fenomeno fu analogo a quanto accadde nel corso del maggior terremoto del 1117 (magnitudo stimata tra 6,5 e 6,7 Richter), il quale, originatosi nel basso veronese andò a coinvolgere l'intera pianura padana e terminò con una seconda serie di scosse a Cremona.
Questi terremoti molto potenti e non superficiali, ossia con ipocentro ad una profondità stimata di almeno 30 km, sono caratterizzati da onde sismiche molto ampie e provocano effetti rilevanti anche in zone lontane dall'epicentro.
Scosse di tali entità, verificatesi nella pianura padana e atesina, hanno provocato l'innalzamento del sottosuolo verso la superficie e quindi potrebbero averne alterato il corso di alcuni dei fiumi; così come avvenne per il Mincio e l'Adige a causa del terremoto del 3 gennaio 1117.
Il terremoto fu previsto da san Francesco di Assisi secondo la testimonianza che riportano le fonti francescane nella cosiddetta 'Lettera ai Bolognesi':
"Disse ancora frate Martino di Barton che un fratello stava raccolto in preghiera a Brescia, nel giorno di Natale (1222), e fu ritrovato illeso sotto le macerie della chiesa crollata durante quel terremoto predetto da San Francesco e che lui aveva fatto annunciare dai fratelli in tutte le scuole di Bologna, mediante una lettera stilata in scadente latino."